# Теорема про січні
Теорема про січні — теорема планіметрії. Формулюється так:
| Якщо з точки, що лежить зовні кола, проведені дві січні, то добуток довжини однієї січної на довжину її зовнішньої частини дорівнює такому ж добутку довжин для будь-якої іншої січної. |

У вигляді формули теорема має такий вигляд:
| {\displaystyle AB\cdot AC=AD\cdot AE} |

Окремим випадком теореми про січні, є Теорема про дотичну і січну:
| Якщо з однієї точки проведені до кола дотична і січна, то добуток всієї січної на її зовнішню частину дорівнює квадрату дотичної. {\displaystyle AD^{2}=AB\cdot AC} |

Значення такого добутку називається степенем точки щодо даного кола.